# François Musy
François Musy (Ginevra, 6 ottobre 1955 – 22 novembre 2023) è stato un tecnico del suono svizzero.

## Biografia
Divenne noto per le sue collaborazioni di lunga data coi registi Jean-Luc Godard, Alain Tanner, Silvio Soldini e soprattutto Xavier Giannoli, grazie al quale vinse due volte il premio César per il miglior sonoro.

## Filmografia parziale
- Passion, regia di Jean-Luc Godard (1982)
- Prénom Carmen, regia di Jean-Luc Godard (1983)
- Je vous salue, Marie, regia di Jean-Luc Godard (1985)
- Derborence, regia di Francis Reusser (1985)
- Détective, regia di Jean-Luc Godard (1985)
- Police, regia di Maurice Pialat (1985)
- King Lear, regia di Jean-Luc Godard (1987)
- Aria, regia di Robert Altman, Bruce Beresford, Bill Bryden, Jean-Luc Godard, Derek Jarman, Franc Roddam, Nicolas Roeg, Ken Russell, Charles Sturridge e Julien Temple (1987)
- Cura la tua destra... (Soigne ta droite), regia di Jean-Luc Godard (1987)
- La Loi sauvage, regia di Francis Reusser (1988)
- L'orso (L'Ours), regia di Jean-Jacques Annaud (1988)
- Histoire(s) du cinéma, regia di Jean-Luc Godard (1989)
- Nouvelle Vague, regia di Jean-Luc Godard (1990)
- Gaspard e Robinson (Gaspard et Robinson), regia di Tony Gatlif (1991)
- Jacques & Françoise, regia di Francis Reusser (1991)
- Germania nove zero (Allemagne 90 neuf zéro), regia di Jean-Luc Godard (1991)
- L'Ombre, regia di Claude Goretta (1992)
- Giorno della disperazione (O dia do desespero), regia di Manoel de Oliveira (1992)
- Ahimè! (Hélas pour moi), regia di Jean-Luc Godard (1993)
- La nascita dell'amore (La Naissance de l'amour), regia di Philippe Garrel (1993)
- Une nouvelle vie, regia di Olivier Assayas (1993)
- Personne ne m'aime, regia di Marion Vernoux (1994)
- Un bruit qui rend fou, regia di Alain Robbe-Grillet (1995)
- For Ever Mozart, regia di Jean-Luc Godard (1996)
- Al centro dell'area di rigore, regia di Bruno Garbuglia (1996)
- Cospiratori del piacere (Spiklenci slasti), regia di Jan Švankmajer (1996)
- Le jour et la nuit, regia di Bernard-Henri Lévy (1997)
- Le acrobate, regia di Silvio Soldini (1997)
- Requiem, regia di Alain Tanner (1998)
- La guerre dans le Haut Pays, regia di Francis Reusser (1998)
- La vie ne me fait pas peur, regia di Noémie Lvovsky (1999)
- Jonas et Lila, à demain, regia di Alain Tanner (1999)
- Weiser, regia di Wojciech Marczewski (2001)
- Heidi, regia di Markus Imboden (2001)
- De l'amour, regia di Jean-François Richet (2001)
- Roberto Succo, regia di Cédric Kahn (2001)
- Éloge de l'amour, regia di Jean-Luc Godard (2001)
- Disperato aprile (Abril despedaçado), regia di Walter Salles (2001)
- Brucio nel vento, regia di Silvio Soldini (2002)
- Fleurs de sang, regia di Alain Tanner e Myriam Mézières (2002)
- Dans le noir du temps, episodio di Ten Minutes Older: The Cello, regia di Jean-Luc Godard (2002)
- Dead End - Quella strada nel bosco (Dead End), regia di Jean-Baptiste Andrea e Fabrice Canepa (2003)
- Corpi impazienti (Les Corps impatients), regia di Xavier Giannoli (2003)
- Paul s'en va, regia di Alain Tanner (2004)
- Agata e la tempesta, regia di Silvio Soldini (2004)
- Notre Musique, regia di Jean-Luc Godard (2004)
- Les États-Unis d'Albert, regia di André Forcier (2005)
- Une aventure, regia di Xavier Giannoli (2005)
- Quand j'étais chanteur, regia di Xavier Giannoli (2006)
- Giorni e nuvole, regia di Silvio Soldini (2007)
- Villa Amalia, regia di Benoît Jacquot (2009)
- À l'origine, regia di Xavier Giannoli (2009)
- Giulias Verschwinden, regia di Christoph Schaub (2009)
- Cosa voglio di più, regia di Silvio Soldini (2010)
- Aurora, regia di Cristi Puiu (2010)
- Film socialisme, regia di Jean-Luc Godard (2010)
- La scuola è finita, regia di Valerio Jalongo (2010)
- Titeuf - Il film (Titeuf, le film), regia di Zep (2011)
- Un été brûlant, regia di Philippe Garrel (2011)
- Superstar, regia di Xavier Giannoli (2012)
- Il comandante e la cicogna, regia di Silvio Soldini (2012)
- Via Castellana Bandiera, regia di Emma Dante (2013)
- All'ombra delle donne (L'Ombre des femmes), regia di Philippe Garrel (2015)
- Amnesia, regia di Barbet Schroeder (2015)
- Marguerite, regia di Xavier Giannoli (2015)
- Le ultime cose, regia di Irene Dionisio (2016)
- The Queen of Spain (La reina de España), regia di Fernando Trueba (2016)
- L'amant d'un jour, regia di Philippe Garrel (2017)
- Il colore nascosto delle cose, regia di Silvio Soldini (2012)
- L'apparizione (L'Apparition), regia di Xavier Giannoli (2018)
- Lazzaro felice, regia di Alice Rohrwacher (2018)
- Illusioni perdute (Illusions perdues), regia di Xavier Giannoli (2021)
- 3/19, regia di Silvio Soldini (2021)

## Riconoscimenti
- Premio César
  - 1991 - Candidatura al miglior sonoro per Nouvelle vague
  - 2007 - Miglior sonoro per Quand j'étais chanteur
  - 2010 - Candidatura al miglior sonoro per À l'origine
  - 2016 - Miglior sonoro per Marguerite
  - 2022 - Candidatura al miglior sonoro per Illusioni perdute
- David di Donatello
  - 2008 - Candidatura al miglior fonico di presa diretta per Giorni e nuvole
  - 2019 - Candidatura al miglior suono per Lazzaro felice
- Mostra internazionale d'arte cinematografica di Venezia
  - 1983 - Premio speciale della giuria per i valori tecnici per Prénom Carmen